# Figline Vegliaturo
Figline Vegliaturo – miejscowość i gmina we Włoszech, w regionie Kalabria, w prowincji Cosenza.
Według danych na rok 2004 gminę zamieszkiwało 1025 osób, 256,2 os./km².